# آبشار دیاوشوئیلو
آبشار دیاوشوئیلو (به لاتین: Diaoshuilou Falls) یک آبشار در چین است که در مودانجیانگ واقع شده‌است.